# 台中市公車20路
台中市公車20路行駛自干城站至潭子車站，由中台灣客運營運。本路線主要行駛於建成路、東光路和太原路。

## 歷史
- 2005年3月1日：變更行駛區間為（大坑圓環─中國醫藥學院）。
- 2013年4月17日：因仁友客運財務狀況吃緊，致人車調度無法路線班次需求。交通局召開會議，初步決定由豐原客運代駛台中市公車20路至5月31日。[1]
- 2013年4月29日：路線公告釋出。[2]
- 2013年6月1日：仁友客運釋出此路線，評選由中台灣客運接駛台中市公車20路。[3]
- 2013年8月30日：調整班次，日增班至20班。
- 2014年4月15日：由慈濟醫院端延駛至潭子火車站（後站）。[4]
- 2015年9月25日：新闢區間車（臺中火車站→東山高中），例假日及寒暑假停駛。
- 2016年9月15日：主線與區間車將「大東紡織（建成路）」更名為「新建國市場（6號門）」、「建成東光園路口」更名為「新建國市場（8號門）」。
- 2016年10月16日：主線與區間車的太原火車站舊站址更名為「東光路」，並於新站體旁增設「太原火車站」；主線將「潭子火車站（後站）」更名為「潭子火車站（東站）」。
- 2016年10月29日：配合臺中市綠川排水環境營造計畫工程站位調整公告，主線與區間車仁友東站取消停靠，往潭子火車站（東站）站位改停靠原金沙百貨前。[5]
- 2017年1月15日：主線將「潭興光陽路口」更名為「潭興福潭路口」、「潭興新興路口」更名為「潭興南陽祠」。[6]
- 2019年1月1日：「臺中火車站」去程、回程分別更名為「臺中車站（民族路口）」、「臺中車站（成功路口）」。
- 2019年10月1日：調整發車時刻。
- 2019年11月1日：「精武車站（東光路）」站位（往干城站方向）往南遷移150公尺。
- 2020年8月31日：調整發車時刻。
- 2020年9月11日：因應臺中火車站前後站連通道路計劃，取消停靠：「臺中車站(成功路口)」、「臺中車站(民族路口)」、「第三市場」、「臺中國小」、「興大附農(建成路)」、「建成立德街口」，增加停靠：「臺中車站(大智北路)」、「新時代購物中心」、「大智忠孝路口」、「建成大振街口」。
- 2022年6月6日：調整發車時刻。
- 2023年8月30日：調整發車時刻。

## 路線基本資料
往潭子車站（東站）共63站，往干城站共65站。
自干城站，去程沿建國路、台中路、建成路、東光路、太原路三段、廍子路、橫坑巷、東山路一段、軍功路、豐興路、潭興路行駛到潭子車站（東站），回程台中路後，則沿建國路行駛到建國民族路口。

### 時刻表
- 時刻表僅供參考，請以中台灣客運網站公告為準。時刻表更新時間為2023年8月30日。

| 台中市公車20路時刻列表                                   | 台中市公車20路時刻列表                                   |
| -------------------------------------------------------- | -------------------------------------------------------- |
| 干城站發車                                               | 潭子車站（東站）發車                                     |
| 平／假日 05:40、07:15、08:30、10:15、12:00、15:00、15:45 | 平／假日 07:00、08:45、10:00、11:45、13:30、16:30、17:15 |

### 收費
- 一般市區公車（1～999、綠1～綠4）：依里程計費，收費費率為［2.431×搭乘里程數×（1+5%營業稅）］元。
  - 於基本里程8公里內票價為全票20元、半票11元。
  - 兒童、老人、身心障礙者及其陪伴者依規定半票收費，半票收費費率為原收費費率的一半。
  - 市民限定交通卡：前10公里免費，超過10公里部分票價比照收費費率，且上限為10元。
- 小黃公車（黃1～黃25）：免費。
- 幸福公車（梨山1）：票價比照臺中市計程車收費費率，持電子票證刷卡全程免費。
- 市民小巴（市民小巴1～市民小巴4）：票價比照一般市區公車收費費率，持電子票證刷卡全程免費。

### 停站
- 參見右側站牌路線圖，綠色路段表示行駛優化公車專用道。